# Inocentes da Caprichosos
GRCESM Inocentes da Caprichosos é uma escola de samba mirim da cidade do Rio de Janeiro, fundada em 4 de abril de 1991, participa todos os anos do desfile oficial de escolas de samba mirins,na terça-feira de Carnaval, na Marquês de Sapucaí. A sua escola-mãe é a Caprichosos de Pilares.

## História
Em 2005, o intérprete Thiago Brito que mais tarde seria intérprete oficial da Caprichosos, estreou pela escola mirim.
Sem desfilar em 2009, a Inocentes da Caprichosos escolheu como tema a educação para 2010, quando foi a primeira escola de samba mirim a desfilar.
Em 2011, reeditou o samba-enredo da Caprichosos de 2004:"Xuxa e seu reino encantado no carnaval da imaginação. A escola contou com a participação das crianças da Fundação Xuxa Meneguel, enquanto a homenageada assistiu ao desfile no camarote da Revista Caras.
Em 2012 apresentou um enredo sobre a água e inovou construindo suas 3 alegorias somente com canos de PVC: uma barco; um parque aquático e um aquário.
Em 2013 trouxe outra novidade com seu enredo irreverente TERRIR: terror com risos.
Em 2015 trouxe para a avenida um conto de fadas, abordando o desfile mirim pela visão de um menino de uma comunidade de Pilares. No ano seguinte, abordou no seu desfile a cor azul e seus vários tons de azul, além de abordar o uso desta cor na cultura em geral, como por exemplo, na Literatura e Religião, além da presença da cor na natureza.

## Segmentos

### Presidentes
| Nome            | Mandato           | Ref. |
| --------------- | ----------------- | ---- |
| Jefferson Rocha | 2010 - Atualidade |      |

### Presidentes de honra
| Nome       | Ref. |
| ---------- | ---- |
| Jane Abreu |      |

### Intérpretes
| Período                                           | Nomes | Ref. |
| ------------------------------------------------- | ----- | ---- |
| Thiago Brito                                      | 2005  |      |
| Felipe Silva, Iago Deodato & Dodô do Vale         | 2010  |      |
| Felipe Silva, Iago Deodato & Pablo André          | 2011  |      |
| Felipe Silva, Pablo André & Bernardo Martins      | 2012  |      |
| Felipe Silva & Bernardo Martins                   | 2013  |      |
| Felipe Silva & Bernardo Martins                   | 2014  |      |
| Bernardo Martins, Diego Ribeiro & Éric Esteves    | 2015  |      |
| Bernardo Martins, Diego Ribeiro & Éric Esteves    | 2016  |      |
| Bernardo Martins & Eric Esteves                   | 2017  |      |
| João Victor e Nicholas Vianna                     | 2018  |      |
| Nicholas Vianna, Izabella de Souza e Breno Nestor | 2019  |      |
| Izabella de Souza e Breno Nestor                  | 2020  |      |

### Diretores
| Ano       | Diretor de Carnaval | Diretor de harmonia                    | Mestre de bateria  | Ref |
| --------- | ------------------- | -------------------------------------- | ------------------ | --- |
| 2010      | Vlamir Fagundes     | Leonardo Rodrigues e Fábio Caprichosos | Américo            |     |
| 2011      | Vlamir Fagundes     | Leonardo Rodrigues e Fábio Caprichosos | Américo            |     |
| 2012      | Mauricio            | Leonardo Rodrigues e Fabio Caprichosos | Alisson            |     |
| 2013      | Luiz Carlos         | Leonardo Rodrigues e Fabio Caprichosos | Alisson            |     |
| 2014      | Luiz Carlos         | Leonardo Rodrigues e Fabio Caprichosos | Alisson            |     |
| 2015      | Luiz Carlos         | Leonardo Rodrigues e Fabio Caprichosos | Alisson            |     |
| 2016      | Rogério Lobo        | Leonardo Rodrigues e Fabio Caprichosos | Lucas (Japinha)    |     |
| 2017      | Vlamir Fagundes     | Leonardo Rodrigues                     | Enzo e Pedro Lucas |     |
| 2018      | Vlamir Fagundes     | Leonardo Rodrigues                     | Enzo e Pedro Lucas |     |
| 2019      | Vlamir Fagundes     | Leonardo Rodrigues                     | Enzo e Pedro Lucas |     |
| 2020-2024 | Vlamir Fagundes     | Leonardo Rodrigues                     | Enzo e Pedro Lucas |     |
| 2025      | Vlamir Fagundes     | Leonardo Rodrigues                     | Gabriel Teófilo    |     |

### Coreógrafos da Comissão de Frente
| Nome                          | Ano  | ref |
| ----------------------------- | ---- | --- |
| Danuza                        | 2010 |     |
| Julio Nascimento              | 2011 |     |
| Julio Nascimento              | 2012 |     |
| Julio Nascimento              | 2013 |     |
| Luciana Guedes & Claudia Seta | 2014 |     |
| Luciana Guedes & Claudia Seta | 2015 |     |
| Ana Cecilia & Ivan            | 2016 |     |
| Ana Cecilia & Ivan            | 2017 |     |
| Ana Cecilia & Ivan            | 2018 |     |
| Ana Cecilia                   | 2019 |     |
| Ana Cecilia                   | 2020 |     |

### Mestres-salas e porta-bandeiras
| Ano             | 1º Casal                      | 2º Casal                                | 3º Casal                       | Ref |
| --------------- | ----------------------------- | --------------------------------------- | ------------------------------ | --- |
| 2010            | Rayson & Lorena               | Julinho e Isabela Moura                 | -                              |     |
| 2011            | Rayson & Lorena               | Julinho e Isabela Moura                 | -                              |     |
| 2012            | Rayson & Lorena               | Julinho e Isabela Moura                 | Paulo Henrique & Duda          |     |
| 2013            | Rayson & Isabela              | Julinho e Rebeca Tito                   | Paulo Henrique e Duda          |     |
| 2014            | Rayson e Isabela              | Julinho e Rebeca Tito                   | Matheus e Duda                 |     |
| 2015            | Rayson e Isabela              | Julinho e Rebeca Tito                   | Artur Duhan & Gabriela Duhan   |     |
| 2016            | Rayson & Ingrid               | Artur Duhan e Gabriela Duhan            | Cauã e Duda Calvao             |     |
| 2017            | Artur Duhan & Gabriela Duhan  | Pablo Lima e Duda Calvao                | -                              |     |
| 2018            | Pablo Lima e Duda Calvao      | Maria Eduarda Santana e Rafael Pierre   |                                |     |
| 2019            | Pablo Lima e Duda Calvao      | Maria Eduarda Santana e Wendel Monteiro | Luiz Phelipe e Rafaela Santana |     |
| 2020            | Wendel Monteiro e Duda Calvao | João Victor Vinhas e Kelly Sabrine      | Luiz Phelipe e Rafaela Santana |     |
| 2021-2022       | Wendel Monteiro e Duda Calvao | João Victor Vinhas e Kelly Sabrine      |                                |     |
| 2023-Atualidade | João Victor e Duda Calvao     | João Victor Vinhas e Kelly Sabrine      |                                |     |

### Corte de bateria
| Ano  | Rainha          | Ref. |
| ---- | --------------- | ---- |
| 2010 | Raíssa Vieira   |      |
| 2011 | Thainara vieira |      |
| 2012 | Daniele Andrade |      |
| 2013 | Anna Luiza      |      |
| 2014 | Anna Luiza      |      |
| 2015 | Mari Endreon    |      |
| 2016 | Mari Endreon    |      |
| 2017 | Mari Endreon    |      |
| 2018 | Eliza Dallas    |      |
| 2019 | Rubia Vitória   |      |
| 2020 | Rubia Vitória   |      |

## Carnavais
| Inocentes da Caprichosos | Inocentes da Caprichosos | Inocentes da Caprichosos                                                                                      | Inocentes da Caprichosos                      | Inocentes da Caprichosos           | Inocentes da Caprichosos |
| Ano                      | Classificação            | Enredo | Compositores do samba-enredo                  | Carnavalesco                       | Ref.                     |
| ------------------------ | ------------------------ | --- | --------------------------------------------- | ---------------------------------- | ------------------------ |
| 2000                     | Sem classificação        | "500 Anos do Descobrimento do Brasil"                                                                         |                                               |                                    | [ 1 ]                    |
| 2004                     | Sem classificação        | "Criança também brinca de coisa séria"                                                                        | Ala dos Compositores                          |                                    | [ 1 ]                    |
| 2005                     | Sem classificação        | "Grandes datas brasileiras"                                                                                   | Jane Nunes de Abreu                           |                                    | [ 1 ]                    |
| 2006                     | Sem classificação        | "Um conto Tapajó-Madeira, Inocentes enfeitando a fauna brasileira"                                            | Ala dos Compositores                          |                                    | [ 1 ]                    |
| 2007                     | Sem classificação        | "Floresta da Tijuca paraíso verde de encantação"                                                              | Comissão de Carnaval                          |                                    | [ 1 ]                    |
| 2008                     | Sem classificação        | "Suburbana - Caminho Caprichoso da Rainha ao Engenho"                                                         | Comissão de Carnaval                          |                                    | [ 1 ]                    |
| 2009                     | Sem classificação        | A escola não desfilou                                                                                         | A escola não desfilou                         | A escola não desfilou              | [ 1 ]                    |
| 2010                     | Sem classificação        | "Educação – Iluminando a consciência"                                                                         | Thiago Brito                                  | Paulo Cavalcanti e Luciana Pacheco | [ 1 ]                    |
| 2011                     | 3º lugar                 | "Xuxa e seu reino encantado no carnaval da imaginação" (Reedição do enredo de 2004 da Caprichosos de Pilares) | Nei Negrone, Silvio Araújo e Riquinho Gremião | Paulo Cavalcanti                   | [ 7 ] [ 8 ] [ 9 ]        |
| 2012                     | Sem classificação        | "Água de benzer, água de beber, água de banhar. Só não pode faltar. A Inocentes bebe dessa fonte"             | Zé Paulo Sierra e César Fadel                 | Paulo Cavalcanti                   | [ 1 ]                    |
| 2013                     | Sem classificação        | "Terrir - a Festa dos Monstros no Trem fantasma da Alegria"                                                   |                                               | Paulo Cavalcanti                   | [ 1 ]                    |
| 2014                     | Sem classificação        | "Gambare Inocentes, arigatô Japão...Na terra do sol nascente o Brasil é Pentacampão"                          | Zé Paulo Sierra e César Fadel                 | Paulo Cavalcanti & Pamela Priscila | [ 10 ]                   |
| 2015                     | Sem classificação        | "Se essa avenida fosse minha, eu mandava iluminar com as cores das escolas para a garotada desfilar"          |                                               | Paulo Cavalcanti & Pamela Priscila | [ 11 ]                   |
| 2016                     | Sem classificação        | "No meu enredo mais bonito, me enfeitei com 15 tons de azul do infinito"                                      | Zé Paulo Sierra e César Fadel                 | Paulo Cavalcanti & Pamela Priscila | [ 12 ] [ 6 ]             |
| 2017                     | Sem classificação        | "Sou curumim, sou inocentes da tribo Japoromirim"                                                             | Thiago Brito e Diego Oliveira                 | Paulo Cavalcanti e Pamela Priscila | [ 13 ]                   |